# Perissomastix holopsamma
Perissomastix holopsamma är en fjärilsart som beskrevs av Edward Meyrick 1908. Perissomastix holopsamma ingår i släktet Perissomastix och familjen äkta malar. Inga underarter finns listade i Catalogue of Life.